# Скутелінія
Скутеллініа (Scutellinia) — рід грибів родини Pyronemataceae. Назва вперше опублікована 1887 року.

## Поширення та середовище існування
В Україні зростають:
- Scutellinia crinita
- Scutellinia crucipila
- Scutellinia hirta
- Scutellinia minutella
- Scutellinia olivascens
- Scutellinia pseudotrechispora
- Scutellinia scutellata
- Scutellinia setosa
- Scutellinia subhirtella
- Scutellinia torrentis
- Scutellinia umbrorum